# Jeff Halper

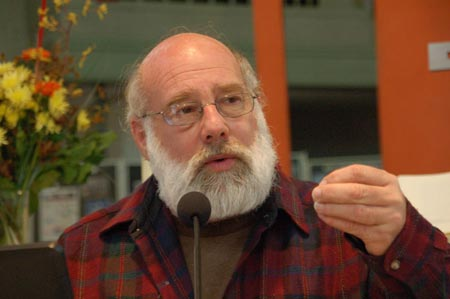
Jeff Halper

Jeff Halper (geboren 1946 in Minnesota) ist ein US-amerikanisch-israelischer Anthropologe, Friedensaktivist und Autor. Als Akademiker leitete er das Nahostzentrum des Friends World College, einer von Quäkern gegründeten Hochschule, deren internationales Programm er schließlich leitete. Als politischer Aktivist leitet er das Israeli Committee Against House Demolitions (ICAHD) und war Gründungsmitglied der One Democratic State Campaign.

## Leben
Halper arbeitete als Professor für Anthropologie an den Universitäten von Haifa und Beʾer Scheva. 1997 war er Mitbegründer des Israelischen Komitees gegen Hauszerstörungen (ICAHD). Einer von Israelis, Palästinensern und internationalen Freiwilligen getragene israelische Organisation, die sich der Politik der Zerstörung palästinensischer Häuser in den völkerrechtswidrig besetzten palästinensichen Gebieten widersetzt - sie erhielt im Jahr 2007 die Olivenzweig-Auszeichnung von Jewish Voice for Peace.
Er ist einer der Hauptorganisatoren der Free-Gaza-Bewegung und er nahm im Jahr 2008 an dem ersten und erfolgreichen Versuch der Free-Gaza-Bewegung teil, die israelische Belagerung zu durchbrechen, indem er nach Gaza segelte. Im Jahr 2017 war Jeff Mitbegründer der One Democratic State Campaign (ODSC), einer von Palästinensern geführten Organisation, die sich für den Aufbau einer inklusiven Demokratie einsetzt.
Halper war Mitglied des Ausschusses der Vereinten Nationen für die Ausübung der unveräußerlichen Rechte des palästinensischen Volkes und gehörte dem internationalen Gründungskomitees des Russell-Tribunals zu Palästina in 2009 nach dem Gazakrieg (2008–2009) und des Gaza-Tribunals ab 2024.
Halper wurde zweimal für den Friedensnobelpreis nominiert, 2006 vom American Friends Service Committee, zusammen mit dem palästinensischen Intellektuellen Ghassan Andoni (International Solidarity Movement), und 2025 von norwegischen Parlamentariern, zusammen mit dem palästinensischen Widerstandsaktivist aus Hebron Issa Amro (Youth Against Settlements).
Halper erhielt 2009 zusammen mit Luís Flávio Cappio den „Kant-Weltbürgerpreis“ der Freiburger Kant-Stiftung für sein „mutiges Eintreten für politisch und sozial marginalisierte Bevölkerungsgruppen“. Er ist zudem Unterstützer der BDS-Bewegung und befürwortet ebenso den darin inkludierten akademischen Boykott Israels.
Halper ist der Autor mehrerer Bücher zum Nahostkonflikt und er schreibt und spricht häufig über israelische Politik; dabei konzentriert er sich hauptsächlich auf gewaltfreie Strategien zur Lösung des Konflikts. In 2008 schrieb er in seinem Buch An Israeli in Palestine über seine Arbeit gegen die völkerrechtswidrige israelische Besatzung palästinensicher Gebiete und 2021 in dem Buch Decolonizing Israel, Liberating Palestine über den Aktivismus gegen den Zionismus und den Siedlerkolonialismus und für einen gemeinsamen demokratischen Staat für alle Menschen in Israel/Palästina.

## Veröffentlichungen
- Between Redemption and Revival: The Jewish Yishuv in Jerusalem in the Nineteenth Century. Westview, Boulder 1991, ISBN 0-8133-7855-9.
- Obstacles to Peace. A Reframing of the Israeli-Palestinian Conflict. Al Manar, Jerusalem 2004; 4. Auflage: ICAHD, Jerusalem 2009 (PDF).
- An Israeli in Palestine: Resisting Dispossession, Redeeming Israel. Pluto, London 2008, ISBN 978-0-7453-2227-8.
  - Übersetzung: Ein Israeli in Palästina: Israel vom Kolonialismus erlösen. AphorismA, Berlin 2010, ISBN 978-3-86575-020-4.
- Decolonizing Israel, Liberating Palestine: Zionism, Settler Colonialism, and the Case for One Democratic State, Pluto Press, 2021 ISBN 978-0-7453-4339-6